# Grünenbach (Waldbröl)
Grünenbach ist eine Ortschaft in der Stadt Waldbröl im Oberbergischen Kreis im südlichen Nordrhein-Westfalen (Deutschland) innerhalb des Regierungsbezirks Köln.

## Lage und Beschreibung
Der Ort liegt etwa 7,3 km nördlich vom Stadtzentrum entfernt.

## Geschichte

### Erstnennung
1541  wurde der Ort das erste Mal urkundlich erwähnt und zwar "Gronenbach wird bei einem bergischen Grenzumgang genannt."
Schreibweise der Erstnennung: Gronenbach

## Bus- und Bahnverbindungen

### Linienbus
Haltestelle: Grünenbach
- 311 Waldbröl, Nümbrecht  (OVAG)